# Райське (село, Краматорський район)
Ра́йське — село Дружківської міської громади Краматорського району Донецької області, Україна.

## Загальні відомості
Відстань до райцентру становить близько 24 км і проходить переважно автошляхом Н20. Село розташоване на правому березі річки Казенний Торець у безпосередній близькості від міста Дружківка.

## Населення
За даними перепису 2001 року населення села становило 83 особи, з них 80,72 % зазначили рідною мову українську та 19,28 % — російську.